# Sjanovo
Sjanovo (bulgariska: Шаново) är ett distrikt i Bulgarien.   Det ligger i kommunen Obsjtina Măglizj och regionen Stara Zagora, i den centrala delen av landet, 190 km öster om huvudstaden Sofia.
Trakten runt Sjanovo består till största delen av jordbruksmark. Runt Sjanovo är det ganska glesbefolkat, med 34 invånare per kvadratkilometer.